# Apteronotus spurrellii
La morena negra (Apteronotus spurrellii, también llamada morena) es un pez de la familia Apteronotidae.

Pesca: excelente carnada, su pesca es casual.

## Datos Biológicos
Pez eléctrico con descargas de alta frecuencia que forman ondas con ritmo regular. Las pequeñas modulaciones de frecuencias tienen significado en la comunicación entre individuos. Longitud hasta 4 dm .
Hábitat: se la encuentra en Colombia. 
- Datos: Q5519397
- Especies: Apteronotus spurrellii